# 아름다운 비행
《아름다운 비행》(Fly Away Home)은 미국에서 제작된 캐롤 발라드 감독의 1996년 가족, 모험, 드라마 영화이다. 제프 다니엘스 등이 주연으로 출연하였고 캐럴 바움 등이 제작에 참여하였다.

## 줄거리
어머니 알리안이 다가오는 트럭을 피하려다 차 사고로 사망한 후, 13세 에이미 올든은 뉴질랜드에서 캐나다 온타리오주로 데려와져 조각가이자 발명가인 소원한 아버지 토머스 올든과 그의 여자친구 수잔과 함께 살게 된다.
올든 집 근처의 작은 황무지가 건설 인력에 의해 파괴되자 에이미는 버려진 16개의 기러기 알 둥지를 발견한다. 토머스, 수잔, 삼촌 데이비드 몰래 그녀는 알들을 가져와 아버지의 낡은 헛간에 있는 서랍에 넣어 부화시킨다. 알들이 부화하자 그녀는 새끼 기러기들을 애완동물로 기를 수 있게 된다. 토머스는 지역 동물 규제 담당관 글렌 시퍼트에게 기러기를 돌보는 방법에 대해 도움을 청한다. 시퍼트는 올든의 집으로 와서 기러기들이 에이미를 어미로 각인했다고 설명한다. 그는 기러기들이 이동 경로를 포함한 모든 것을 부모에게서 배우지만, 모든 가축 기러기들은 날지 못하게 날개를 자르도록 (핀드) 되어 있다는 개인 조례가 있음을 토머스에게 경고한다. 그는 즉시 새끼 기러기 중 하나로 과정을 시연하려 하고, 이는 에이미를 화나게 한다. 토머스는 시퍼트를 자신의 땅에서 쫓아내고, 시퍼트는 새들이 날기 시작하면 새들을 압수해야 할 것이라고 올든 가족을 위협한다.
토머스는 그가 건설 중이던 초경량 항공기를 사용하여 새들에게 나는 법을 가르치고 이동 경로를 보여주기로 결정하지만, 새들이 에이미만 따라간다는 것을 빠르게 깨닫는다. 친구 배리의 도움을 받아 토머스는 에이미에게 자신의 초경량 항공기를 조종하는 법을 가르친다. 데이비드는 노스캐롤라이나주에 조류 보호구역을 운영하는 사람을 알고 있으며, 기러기들을 그 보호구역으로 보내기로 한다. 새들은 11월 1일 이전에 도착해야 하는데, 그렇지 않으면 보호구역은 해안 주택 단지로 개발하려는 개발업자들에 의해 철거될 것이다.
에이미와 토머스는 비행기 조종 연습을 하지만, 기러기 중 가장 약하고 다리를 저는 이고르가 에이미의 비행기 앞부분에 우연히 부딪혀 고립된 숲에 떨어진다. 일행이 새를 찾아 나서는 동안, 시퍼트는 올든 농장으로 돌아와 다른 기러기들을 압수한다. 다음 날, 올든 가족은 기러기들을 풀어주고, 에이미는 그들을 이끌고 노스캐롤라이나로 이동하며, 현재 상태로는 날 수 없는 이고르를 조종석에 묶어둔다.
뉴욕 서부 온타리오호 남쪽 해안의 나이아가라 폭포 공군 기지에 비상 착륙한 에이미와 토머스는 거의 체포될 뻔한다. 그들은 전국적인 뉴스가 되고, 주민들은 그들을 응원한다.
토머스와 에이미는 거위 사냥에 원한을 가진 할머니를 만나고, 그녀는 그들을 자신의 집에서 하룻밤 묵어가라고 초대한다. 그날 밤 에이미는 토머스에게 왜 자신과 어머니를 거의 찾아오지 않았는지 묻는다. 어머니에게서 그녀는 부모님이 이기적인 예술가였으며, 어머니가 둘 모두를 위해 떠났다는 것을 알고 있었다. 토머스는 그들을 떠나게 한 자신에게 두렵고 화가 나서 다음 10년 동안 일에 파묻혀 지냈다고 말한다. 그는 에이미에게 사과한다.
조류 보호구역에 도착하기 30마일 전, 토머스의 항공기가 구조적 결함으로 옥수수밭에 추락한다. 어깨가 탈골된 그는 에이미에게 혼자 여행을 마칠 것을 말한다. 토머스는 히치하이킹으로 조류 보호구역으로 간다. 기러기들을 기다리는 동안, 토머스, 수잔, 데이비드, 배리, 그리고 많은 동물 애호가들이 현장 발굴을 시작하려 기다리는 개발업자들에게 맞선다.
에이미는 마침내 기러기들과 함께 나타나 마을 사람들과 에이미 가족의 기쁨을 사고, 개발업자들을 실망시킨다. 마을 사람들과 올든 가족은 그들의 승리를 축하한다. 엔딩 크레딧에는 완전히 회복된 이고르를 포함한 16마리의 기러기 모두가 다음 봄에 스스로 올든 가족 농장으로 돌아왔다는 내용이 나온다.

## 출연

### 주연
- 제프 다니엘스
- 안나 파킨

### 조연
- 데이나 딜레이니
- 테리 키니
- 홀터 그레이엄
- 제레미 래츠포드
- 데보라 버기넬라
- 마이클 J. 레이놀즈

## 기타
- 협력프로듀서: 존 M. 에커트
- 미술: 시머스 플래너리
- 의상: 마리-실비 데보

## 한국판 성우진(MBC)
- 박일 - 토마스 (제프 다니엘스)
- 박소라 - 에이미 (안나 파킨)
- 정희선
- 김태훈
- 권혁수
- 이종오
- 이우신
- 손원일
- 김영선
- 김호성
- 이철용
- 김아영
- 김용준
- 한수림
- 고성일
- 이상훈
- 이자옥
- 최한

## 같이 보기
- 각인
- 위대한 비상